# Морський лід

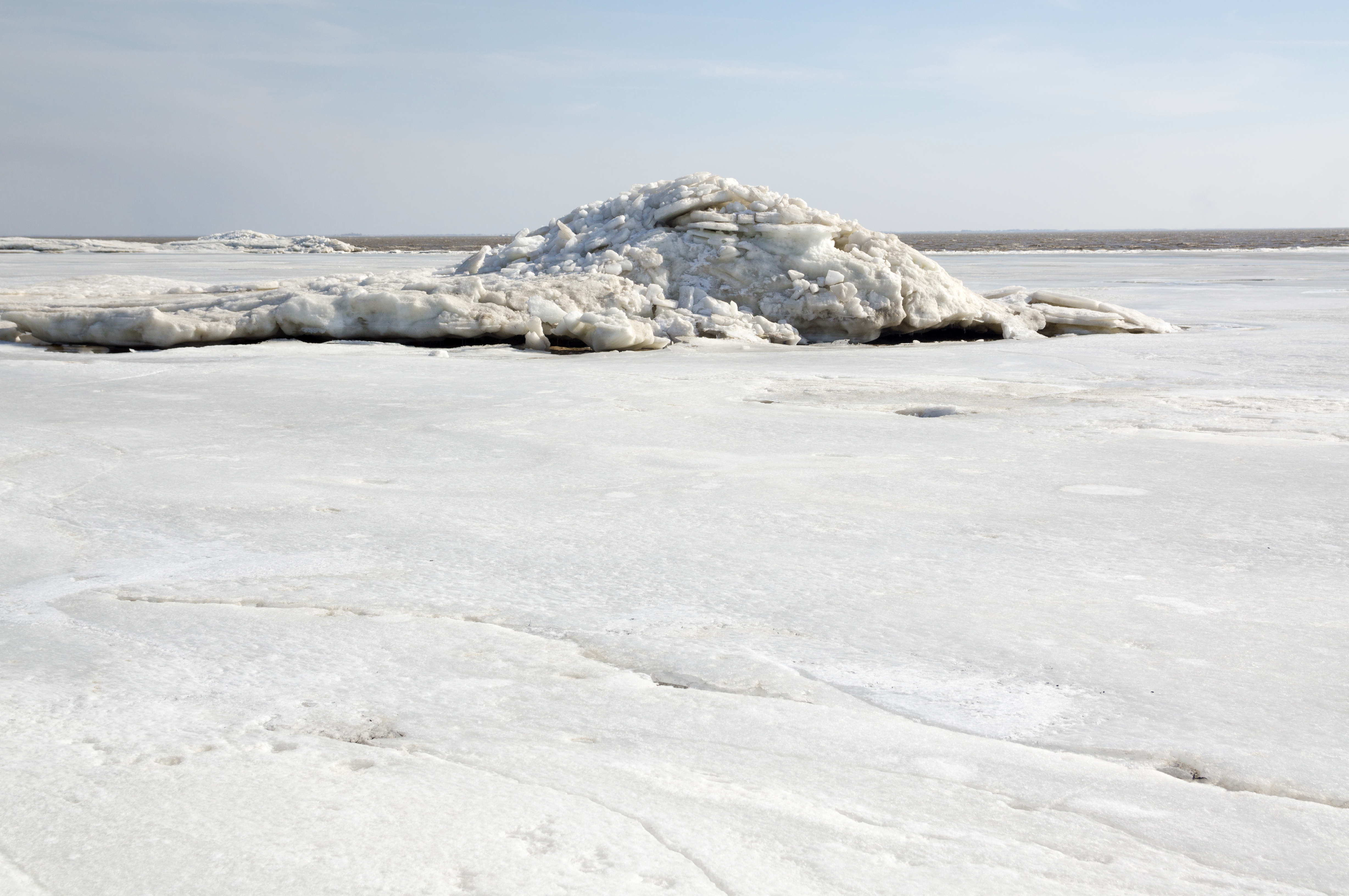
Морський лід, Азовське море

Сезонне поширення льоду у Світовому океані

Поширення криги в Арктиці в березні-вересні

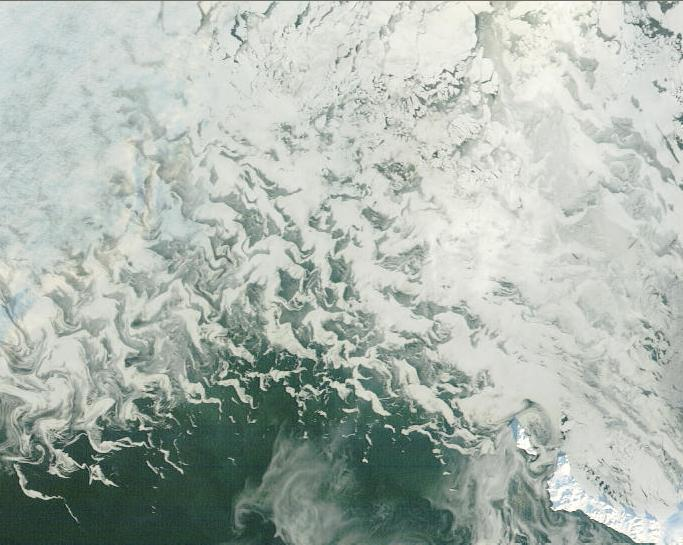
Супутникова світлина морського льоду в Беринговому морі

Сезонні коливання в довгостроковій перспективі зниження арктичного морського льоду

Сезонні коливання арктичного морського льоду в довгостроковій перспективі, зниження його обсягу за оцінками вимірювання і чисельного моделювання

Морськи́й лід, морська крига — лід, що утворюється при замерзанні морської води при температурі нижчої за 0 °C. При утворенні морського льоду між цілком прісними кристалами льоду опиняються дрібні краплі солоної води, які поступово стікають вниз.

## Властивості
Найважливіші властивості морського льоду — пористість і солоність, що визначають його густину (від 0,85 до 0,94 г/см ³). Через малу густину льоду крижини підносяться над поверхнею води на 1/7 — 1/10 їх об'єму. Танення морського льоду починається при температурі вище за −2,3 °C. У порівнянні з прісним він важче піддається роздробленню на частини і більш еластичний.

### Солоність
Солоність морського льоду залежить від солоності води, швидкості льодоутворення, інтенсивності перемішування води і його віку. Чим старше лід, тим менше його солоність, так як солона ропа при таненні стікає в море. У середньому солоність льоду в 4 рази нижче солоності води з якої він утворився, коливаючись від 0 до 15 ‰ (проміле), в середньому 3-8 ‰. У Антарктичних водах зустрічалися льоди з солоністю більше 22 ‰.

### Густина
Морський лід є складним фізичним тілом, що складається з кристалів прісного льоду, ропи, бульбашок повітря і різних домішок. Співвідношення складових залежить від умов льодоутворення і наступних льодових процесів і впливає на середню густину льоду. Так, наявність бульбашок повітря (пористість (оцінюється у відсотках від загального об'єму зразка льоду) значно зменшує густину льоду. Солоність льоду впливає на його густину і щільність менше, ніж пористість. При солоності льоду 2 проміле і нульовий пористості густина льоду становить 922 кг/м³, а при пористості 6 відсотків знижується до 867 кг/м³. У той же час при нульовій пористості збільшення солоності з 2 до 6 проміле призводить до збільшення густини льоду тільки з 922 до 928 кг/м³.

### Теплофізичні властивості
Середня питома теплопровідність морського льоду приблизно в п'ять разів вище, ніж у води, і у вісім разів вище, ніж у снігу, і становить близько 2,1 Вт/м·градус, але до нижньої і верхньої поверхонь льоду може зменшуватися через збільшення солоності і зростання кількості пор.
Теплоємність морського льоду наближається до теплоємності прісного льоду з пониженням температури, коли сольовий розсіл вимерзає. Із зростанням солоності, а отже, збільшенням маси розсолу, теплоємність морського льоду все більше залежить від теплоти фазових перетворень, тобто змін температури. Ефективна теплоємність льоду збільшується з підвищенням його солоності і температури.
Теплота плавлення (і кристалізації) морського льоду коливається від 150 до 397 кДж/кг у залежності від температури і солоності (з підвищенням температури або солоності теплота плавлення знижується).

### Оптичні властивості
Чистий лід прозорий для світлоових променів. Включення (повітряні бульбашки, сольовий розсіл, пил) розсіюють промені, значно зменшуючи прозорість льоду. Відтінки кольору морського льоду в великих масивах варіюють від білого до коричневого.
Білий лід утворюється з снігу й має багато пухирців повітря або осередків з розсолом.
Молодий морський лід зернистої структури зі значною кількістю повітря і розсолу часто має зелений колір.
Багаторічні торосисті льоди, з яких видавлені домішки, і молоді льоди, які замерзали в спокійних умовах, часто мають блакитний або синій колір. Блакитним також буває глетчерний лід і айсберги. У блакитному льоду чітко видно голчасту структуру кристалів.
Коричневий або жовтуватий лід має річковий або прибережний генезис, в ньому є домішки глини або гумінових кислот.
Початкові види льоду (крижане сало, шуга) мають темно-сірий колір, іноді зі сталевим відтінком. Зі збільшенням товщини льоду його колір стає світліше, поступово переходячи в білий. При таненні тонкі крижинки знову стають сірими.
У випадку, якщо лід містить велику кількість мінеральних або органічних домішок (планктон, еолові суспензії, бактерії), його колір може змінюватися на червоний, рожевий, жовтий , аж до чорного.
У зв'язку з властивістю льоду затримувати довгохвильову радіацію, він здатний створювати парниковий ефект, що призводить до нагрівання шару води, що знаходиться під ним.

### Механічні властивості
Під механічними властивостями льоду розуміють його здатність протистояти деформаціям.
Типові види деформації льоду: розтяг, стиск, зсув, вигин. Виділяють три стадії деформації льоду: пружна, пружно- пластична, стадія руйнування. Врахування механічних властивостей льоду важливий при визначенні оптимального курсу криголамів, а також при розміщенні на крижинах вантажів, полярних станцій, при розрахунку міцності корпусу судна.

## Умови утворення
При утворенні морського льоду між цілком прісними кристалами льоду опиняються дрібні краплі солоної води, які поступово стікають вниз.
Температура замерзання і температура найбільшої густини морської води залежить від її солоності. Морська вода, солоність якої нижче 24,695 проміле (так звана солонувата вода), при охолодженні спочатку досягає найбільшої густини, як і прісна вода, а при подальшому охолодженні і відсутності перемішування швидко досягає температури замерзання. Якщо солоність води вище 24,695 проміле (солона вода), вона охолоджується до температури замерзання при постійному збільшенні щільності з безперервним перемішуванням (обміном між верхніми холодними і нижніми теплішими шарами води), що не створює умов для швидкого вихолоджування і замерзання води, тобто при однакових погодних умовах солона океанічна вода замерзає пізніше солонуватої.
Нашарований лід. На початку процесу замерзання поверхні води проходить утворення тонкого льоду. Під дією вітру і течії окремі частинки льоду починають взаємодіяти – наповзати одна на одну без значного формування битого льоду. Пізніше шари льоду змерзаються і утворюють нашарований лід. Нашарований лід формується із шарів обмеженої довжини, а його товщина може складати 1-1,2 м. Інколи зустрічаються утворення нашарованого льоду товщиною 3-4 м.

## Вплив на клімат

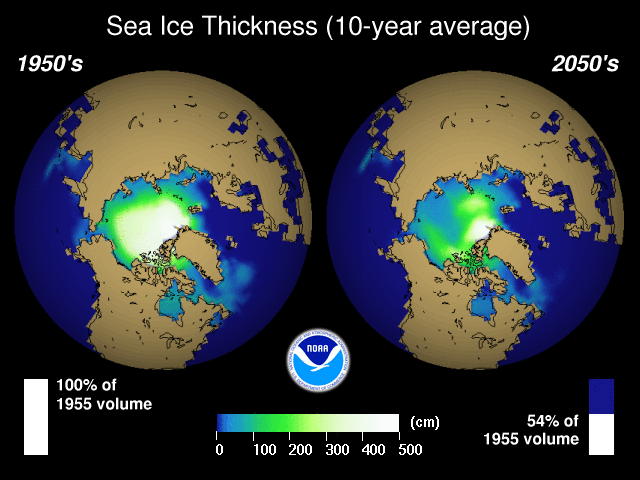
Прогноз зміни товщини крижаного покриву до 2050 року

Морський лід має значний вплив на глобальний клімат, хоча і розташований переважно біля полюсів. Завдяки великому альбедо, лід відбиває значну кількість сонячних променів у космос, і сприяє охолодженню всієї планети. При підвищенні температури, кількість льоду зменшується, а отже більше сонячної енергії поглинається океаном, підвищуючи його температуру, що призводить до ще більшого танення льоду. Розвиток цих процесів може порушити глобальну циркуляцію води в океані, у якій полярні шапки відіграють значну роль.  Площі максимального розповсюдження льоду в Арктиці у 2015, 2016, 2017 і 2018 роках стали чотирма найнижчими значеннями за всю історію спостережень (з 1979 року).

## Класифікації

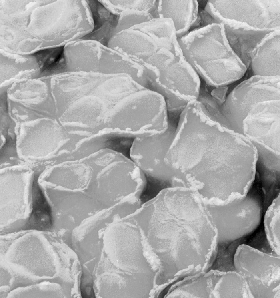
Морський лід, стислий під дією хвиль на шугу, розмір плит 1-3 м

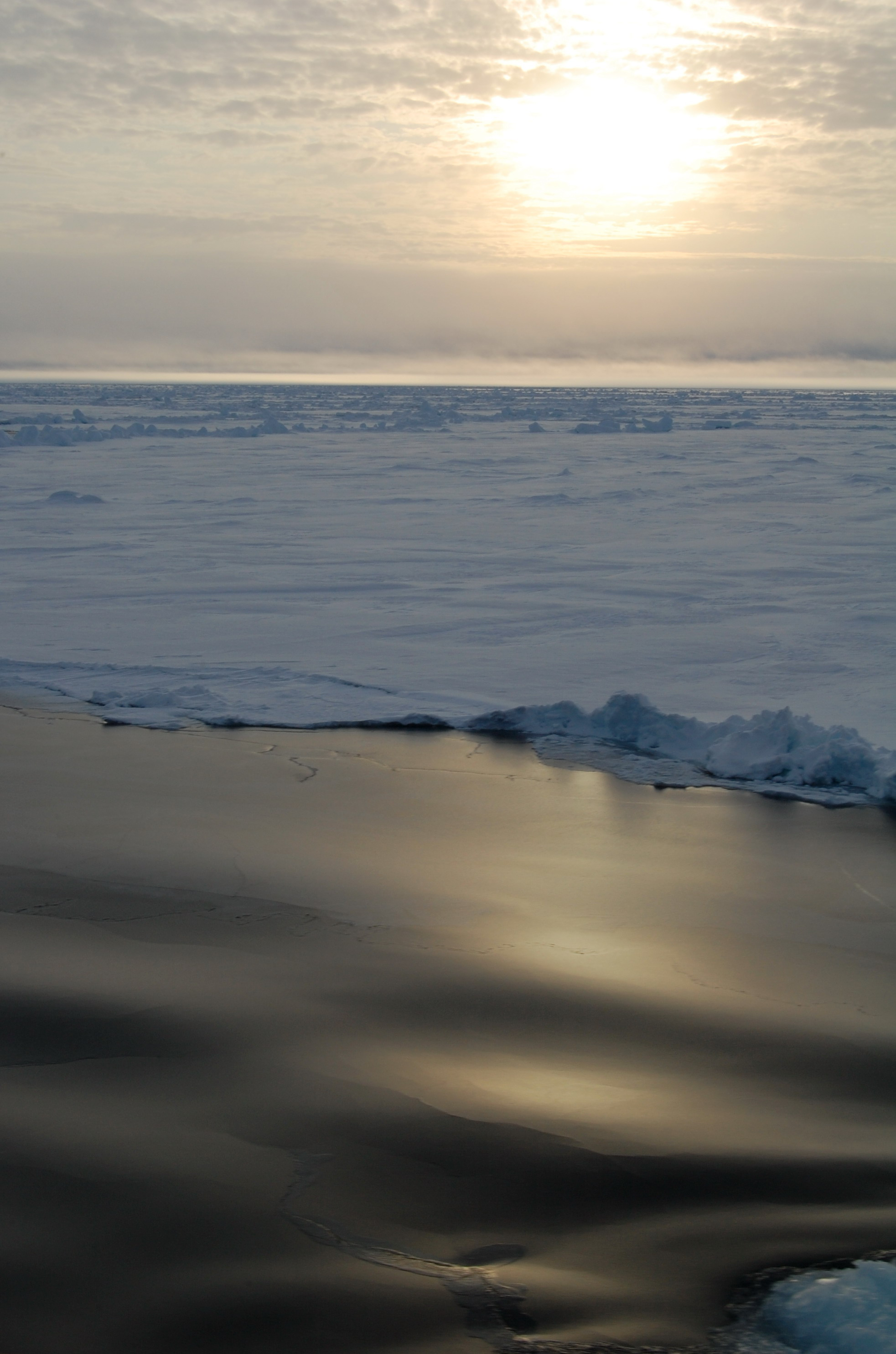
Нілас в Арктиці

Морський лід за своїм розташуванням і рухливості поділяється на три типи:
- припай,
- плавучі (дрейфуючі) льоди,
- пакові багаторічні льоди (пак).

За стадіями розвитку льодувиділяють кілька так званих початкових видів льоду (у порядку часу утворення):
- Крижані голки,
- Крижане сало,
- Снежура,
- Шуга,
- Внутрішньоводний (у тому числі донний або якірний), що утворюється на певній глибині і на предметах, що знаходяться у воді в умовах турбулентного перемішування води.

В наступній стадії льодоутворення розрізняють:
- Нілас, що утворюється при спокійній поверхні моря з сала і снежури (темний нілас до 5 см завтовшки, світлий нілас до 10 см завтовшки) — тонка еластична кірка льоду, легко прогинається на воді або брижах і утворює при стисканні зубчасті нашарування;
- Склянки, що утворюються в розпрісненій воді при спокійному морі (в основному, в затоках, близько гирла річки — тендітна блискуча кірка льоду, яка легко ламається під дією хвилі і вітру;
- Блинчатий лід, що утворюється при слабкому хвилюванні з крижаного сала, снежури або шуги або внаслідок розлому в результаті хвилювання склянки, ніласу або так званого молодого льоду. Являє собою пластини льоду округлої форми від 30 см до 3 м в діаметрі і товщиною 10 — 15 см з піднятими краями через обтирання та ударів крижин.

Подальшою стадією розвитку льодоутворення є молоді льоди, які поділяються на сірий (товщина 10 — 15 см) і сіро-білий (товщиною 15 — 30 см) лід.
Морський лід, що розвивається із молодого льоду і має вік не більше одного зимового періоду, називається однорічним льодом. Цей однорічний лід може бути:
- Тонким однорічним льодом — білий лід товщиною 30 — 70 см,
- Середньої товщини — 70 — 120 см,
- Товстим однорічним льодом — завтовшки більше 120 см.

Якщо морський лід піддавався таненню хоча б протягом одного року, він належить до старих льодів. Старі льоди поділяються на:
- Залишковий однорічний — лід, що не розтанув літом і знаходиться знову в стадії замерзання,
- Дворічний — проіснував більше одного року (товщина досягає 2 м),
- Багаторічний — старий лід товщиною 3 м і більше, що пережив танення не менше двох років. Поверхня такого льоду покрита численними нерівностями, горбами, що утворилися в результаті неодноразового танення. Нижня поверхня багаторічних льодів також відрізняється великою нерівністю і різноманітністю форми.

Товщина багаторічних льодів в Північному Льодовитому океані в деяких районах досягає 4 м. У антарктичних водах в основному знаходиться однорічний лід товщиною до 1,5 м, який зникає в літній час.
За структурою морський лід умовно ділиться на голчастий, губчастий і зернистий, хоча зазвичай він зустрічається змішаної структури.

## Області поширення
Через низькі температури повітря в полярних широтах у відкритому океані та в морі льоди поширені цілий рік. Суцільний крижаний покрив встановлюється у захищених від хвилювань районах. Товщина морської криги в таких акваторіях може досягати 3 м. Найпотужнішій та найстійкіший він біля берегів Антарктиди. Рухливі морські льоди переміщуються разом з течіями чи під дією вітрів. У Північному Льодовитому океані лід зберігається цілий рік. В арктичних морях взимку утворюється суцільний крижаний покрив та плавучі льоди, а влітку — тільки плавучі льоди. У Баренцовому морі, яке зігрівається теплою Північноатлантичною течією, льодів немає. У північній частині Тихого океану лід утворюється на півночі Берингового та Охотського морів та під дією вітрів і течій досягає острова Хоккайдо. У Південній півкулі межа плавучих льодів знаходиться набагато далі від полюса, ніж у північному (досягає 60–55° південної широту в Індійському океані та 50° південної широти в Атлантичному).
За тривалістю збереження крижаного покриву і його генезис у акваторію Світового океану зазвичай ділять на шість зон:
- Акваторії, на яких крижаний покрив присутній цілий рік (центр Арктики, північні райони морів Північного Льодовитого океану, антарктичні моря Амундсена, Беллінсгаузена, Ведделла.
- Акваторії, на яких льоди щорічно змінюються (Баренцове, Карське моря).
- Акваторії з сезонним крижаним покривом, що утворюється взимку і повністю зникає влітку (Балтійське, Біле, Каспійське, Охотське, Японське моря).
- Акваторії, на яких льоди утворюються тільки в дуже холодні зими (Мармурове, Північне, Чорне моря).
- Акваторії, на яких є лід, принесений течіями з-за їх меж (Гренландське море, район острова Ньюфаундленд, значна частина Південного океану, включно з областями поширення айсбергів.
- Решта акваторій, що становлять більшу частину Світового океану, на поверхні яких океанічна крига відсутня.

## Інтернет-ресурси
- (англ.) Антарктична сторінка [Архівовано 10 лютого 2007 у Wayback Machine.] та Дослідження та моделювання морської криги [Архівовано 2 квітня 2011 у Wayback Machine.] на сайті Національної адміністрації з океанографічних та метеорологічних досліджень США (National Oceanic and Atmospheric Administration, NOAA).
- (англ.) Cryosphere Today: Current Arctic sea ice conditions [Архівовано 23 лютого 2011 у Wayback Machine.]
- (англ.) Морська крига [Архівовано 7 червня 2011 у Wayback Machine.] на сайті Британської антаркитичної інспекції (British Antarctic Survey, BAS).
- (англ.) Морська крига [Архівовано 12 грудня 2012 у WebCite] на сайті Національного центру досліджень снігу та льоду США (National Snow and Ice Data Center, NSIDC).
- (англ.) Arctic ice 'disappearing quickly' [Архівовано 5 травня 2011 у Wayback Machine.]. BBC News, 28 September 2005.
- (англ.) (нім.) Німецька група з досліджень морської криги. [Архівовано 5 березня 2022 у Wayback Machine.]
- Відео [Архівовано 27 липня 2013 у Wayback Machine.] утворення морської криги на узбережжі Балтійського моря.
- (англ.) (рос.) Фазова діаграма Вода-пара-лід. [Архівовано 5 січня 2008 у Wayback Machine.]
- (англ.) Фізичні властивості льоду [Архівовано 9 лютого 2010 у Wayback Machine.] — сторінка на сайті Каліфорнійського технологічного інституту (California Institute of Technology, Caltech).
- (англ.) Лід [Архівовано 14 лютого 2010 у Wayback Machine.] в мінералогічній базі Webmineral.
- (англ.) Лід [Архівовано 25 липня 2012 у Wayback Machine.] в мінералогічній базі MinDat.org
- (англ.) The physics of ice. [Архівовано 27 грудня 2009 у Wayback Machine.]
- Yearly Arctic Sea Ice Age with Graph of Ice Age By Area: 1984 - 2016 :  [англ.] : [арх. 28 лютого 2018 року] / Cindy Starr // NASA. Scientific Visualization Studio. — . — Дата звернення: 28 лютого 2018 року. — анімація зменшення багаторічної криги в акваторії Північного Льодовитого океану за період 1984-2016 років; відео на YouTube